# Pseudoecteinomyces
Pseudoecteinomyces är ett släkte av svampar. Pseudoecteinomyces ingår i familjen Euceratomycetaceae, ordningen Laboulbeniales, klassen Laboulbeniomycetes, divisionen sporsäcksvampar och riket svampar.
| Pseudoecteinomyces | \| \| Pseudoecteinomyces zuphiicola \| \| \| \| |
|                    | \| \| Pseudoecteinomyces zuphiicola \| \| \| \| |
|                    | Colonomyces                                     |
|                    |                                                 |
|                    | Cochliomyces                                    |
|                    |                                                 |
|                    | Euceratomyces                                   |
|                    |                                                 |
|                    | Euzodiomyces                                    |
|                    |                                                 |
|                    | Pseudoecteinomyces zuphiicola                   |
|                    |                                                 |

|  | Pseudoecteinomyces zuphiicola |
|  |                               |